# Cuti Aste
Guillermo Rodrigo Aste von Bennewitz, más conocido como Cuti Aste (Concepción, 1 de junio de 1965), es un músico multinstrumentista y productor musical chileno. Ha incursionado en una gran variedad de géneros, entre los que se incluyen electrónica, pop, fusión latinoamericana, música incidental, música experimental, rock y jazz, siendo también compositor y arreglista. Ha formado parte, entre otras bandas, de Javiera y Los Imposibles, Los Tres, Los Mismos y Electrodomésticos.

## Biografía
Hijo de Guillermo Aste Pérez, médico y político que fue alcalde de Concepción entre 1963 y 1967. Nacido y criado en esa ciudad, sus primeras aproximaciones musicales durante su niñez fueron la melódica y el teclado. En 1985 se mudó a Santiago para estudiar licenciatura en música en la Universidad de Chile, estudios que luego abandonó. Incursionó en el teatro callejero, y con Horacio Videla, Boris Quercia y María José Núñez formaron la Compañía de Teatro Provisorio con quienes debutó en Alicia a través del espejo. En 1988, musicalizó la obra Y Warhol, dirigida por Videla, en la que invitó a participar a la primera formación de Los Tres, cuando ese grupo recién se instalaba en Santiago. Al año siguiente, Aste trabajó con la compañía Gran Circo Teatro, dirigiendo la música del montaje de Andrés Pérez para La negra Ester, de Roberto Parra con la colaboración de Álvaro Henríquez. Junto a Henríquez y Jorge Lobos conformó La Regia Orquesta, banda encargada de musicalizar en vivo la obra con boleros, tangos y «jazz guachaca». Participó como acordeonista en conciertos de Los Tres, participando en las grabaciones del primer disco de la banda, Los Tres, y los acompañó a Miami en la grabación de Los Tres MTV Unplugged como músico invitado. Asimismo, se asoció con Javiera y Los Imposibles como instrumentista y compositor, desde la fundación del grupo y hasta poco después de la publicación de su disco La suerte (1998). También produjo el disco debut de La Rue Morgue (1997) y estuvo a cargo de la musicalización de varios microfilmes para TVN (como La chica del Crillón y El niño que enloqueció de amor). Además, Aste es miembro fundador de La Chimuchina, conjunto que realiza música contemporánea inspirada en sonidos de América precolombina.
A fines de 1999 se unió a Los Mismos, trío con Gabriel Vigliensoni y Silvio Paredes, y comenzó a apoyar algunas presentaciones de Carlos Cabezas. A raíz de esto, surgió la idea de reeditar a los Electrodomésticos hacia fines del 2002, y dos años más tarde lanzaron un nuevo disco, La nueva canción chilena, donde Aste figura en los teclados y coros. Asimismo, compuso la música de programas de TVN como Ojo con el Arte, El Mirador, Ovni y Nuestro Siglo, y de las películas de Gonzalo Justiniano El Leyton: Hasta que la muerte nos separe (2002) y B-Happy (2003); así como la producción musical de Nometomesencuenta (2004), un experimento dirigido por José Pérez de Arce en el uso del guitarrón chileno. Apareció brevemente tocando acordeón en un pasaje del exitoso filme Diarios de motocicleta (2004), participando también en su banda sonora.
Sus colaboraciones incluyen trabajos junto a los músicos Barraco Parra, Camilo Salinas y Los Pata 'e Cumbia, entre otros. También ha grabado dos discos solistas:  Estatuas de sal (2009) y Ven a ver (2014). En 2012 condujo la serie documental televisiva en formato road movie Pasos de cumbia, producción binacional keniano-chilena que investigó los orígenes de la cumbia por Nigeria, Camerún, Colombia, México, Perú, Argentina y Chile, entrevistando a músicos como Femi Kuti, Juaneco y su Combo y Américo.

## Discografía
Como solista
- Estatuas de sal (2009)
- Ven a ver (2014)

Con Los Tres
- Los Tres (1991)
- La espada & la pared (1995)
- Los Tres MTV Unplugged (1996)

Con Electrodomésticos
- La nueva canción chilena (2004)

Con Los Mismos
- Picnic (2002)
- Caspana (2006)